# Морриньюс-ду-Сул
Морриньюс-ду-Сул (порт. Morrinhos do Sul) — муниципалитет в Бразилии, входит в штат Риу-Гранди-ду-Сул. Составная часть мезорегиона Агломерация Порту-Алегри. Входит в экономико-статистический  микрорегион Озориу. Население составляет 3539 человек на 2006 год. Занимает площадь 165,440 км². Плотность населения — 21,4 чел./км².

## История
Город основан 20 марта 1992 года.

## Статистика
- Валовой внутренний продукт на 2003 год составляет 31.927.302,00 реалов (данные: Бразильский институт географии и статистики).
- Валовой внутренний продукт на душу населения на 2003 год составляет 9.029,21 реалов (данные: Бразильский институт географии и статистики).
- Индекс развития человеческого потенциала на 2000 год составляет 0,738 (данные: Программа развития ООН).